# 157
Évszázadok: 1. század – 2. század – 3. század
Évtizedek: 100-as évek – 110-es évek – 120-as évek – 130-as évek – 140-es évek – 150-es évek – 160-as évek – 170-es évek – 180-as évek – 190-es évek – 200-as évek
Évek: 152 – 153 – 154 – 155 –  156 – 157 – 158 – 159 – 160 – 161 – 162

## Események

### Római Birodalom
- Marcus Vettulenus Civica Barbarust (helyettese áprilistól L. Roscius Aelianus, szeptembertől C. Julius Commodus Orfitianus, decembertől Q. Vilius Proculus) és Marcus Metilius Aquillius Regulus Nepos Volusius Torquatus Frontót (helyettese Cn. Papirius Aelianus és C. Caelius Secundus) választják consulnak.
- Felkelés Daciában. Az újonnan kinevezett kormányzó, Marcus Statius Priscus a következő évre leveri a lázadást.

## Születések
- Liu Jao, kínai hadúr

## Fordítás
- Ez a szócikk részben vagy egészben  a(z)   157 című angol Wikipédia-szócikk ezen változatának fordításán alapul.  Az eredeti cikk szerkesztőit annak laptörténete sorolja fel. Ez a jelzés csupán a megfogalmazás eredetét és a szerzői jogokat jelzi, nem szolgál a cikkben szereplő információk forrásmegjelöléseként.